# Ofensiva de Kiev (1920)
La Ofensiva de Kiev de 1920 (u Operación Kiev), que a veces es considerada el comienzo de la guerra polaco-soviética, fue un intento de la renacida Segunda República Polaca, acaudillada por Józef Piłsudski, para hacerse con el control de Ucrania central y oriental, región por entonces dividida entre varias facciones, una de las cuales había proclamado la República Soviética de Ucrania.
El objetivo de la operación era crear un Estado ucraniano fuera del control bolchevique, pero dominado por Polonia. La mayor parte de la población ucraniana veía el avance polaco como una nueva ocupación que buscaba someter Ucrania al dominio polaco, mientras que otros recibieron a los polacos y sus fuerzas ucranianas aliadas como libertadores. Con sus lealtades divididas, los ucranianos lucharon en ambos bandos durante el conflicto.
Gran operación militar, esta campaña se llevó a cabo desde abril hasta junio de 1920 por el Ejército polaco en alianza con las fuerzas de la República Popular Ucraniana bajo el mando del exiliado dirigente nacionalista Simon Petliura. A ella se opusieron los bolcheviques, con su Ejército Rojo (que incluía ucranianos), quienes habían promulgado la creación de la  República Soviética de Ucrania en 1917, que pasaría a llamarse República Popular Ucraniana de los Sóviets dos años más tarde.
Inicialmente exitosa para el ejército polaco, que capturó Kiev el 7 de mayo de 1920, la campaña se invirtió de forma dramática. El apoyo de gran parte pueblo ucraniano a los bolcheviques privó a Piłsudski y Petliura del respaldo que esperaban, y las fuerzas polacas y los ucranianos de Petliura tuvieron que retirarse ante la creciente presión de la contraofensiva del Ejército Rojo.

## Antes de la campaña
.

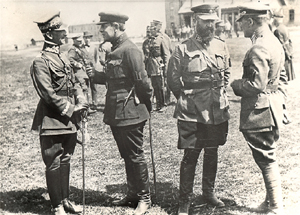
El general polaco Listowski (izquierda) y líder ucraniano exilado Simon Petliura (segundo de la izquierda) siguiendo la alianza de Petliura con los polacos.

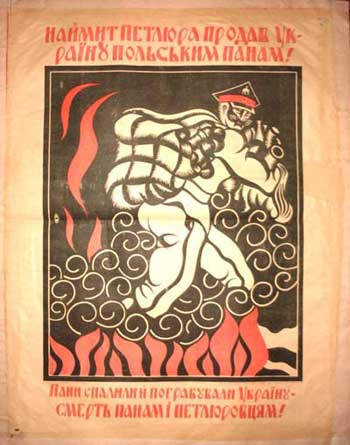
Afiche de propaganda de la Ucrania soviética impreso sobre la alianza polaco-ucraniana entre Petliura y Pilsudski. En el texto ucraniano se puede leer: «El corrupto de Petliura ha vendido Ucrania a los terratenientes polacos. Los terratenientes han quemado y saqueado Ucrania. Muerte a los terratenientes y a los partidarios de Petliura».

La República Popular Ucraniana, con ataques montados en su territorio desde principios de 1919, había perdido el control de todo su territorio y en última instancia se encontraba dividida entre un gran grupo de poderes dispares: los Blancos de Denikin, fuerzas bolcheviques, el ejército majnovista reclamando un significativo territorio junto con varias bandas carentes de cualquier ideología política, como Rumanía en el suroeste y la misma Polonia. Las fuerzas del exiliado líder nacionalista Simon Petliura quien formalmente representaba la República Popular Ucraniana sólo controlaban una estrecha franja de terreno cercano a la frontera polaca. En semejantes condiciones, Piłsudski no tuvo ningún problema en convencer a Petliura para unirse en una alianza con Polonia sin tener en cuenta los muchos conflictos territoriales inconclusos entre ambas naciones y el 21 de abril firmaron un Tratado de Varsovia. A cambio de acordar una frontera a lo largo del río Zbruch, reconocer las recientes ganancias territoriales polacas en Ucrania Occidental obtenidas tras haber derrotado Polonia el intento ucraniano de crear otro Estado ucraniano en Volinia y Galitzia, mayormente pobladas por ucranianos pero con una significativa minoría polaca, a Petliura se le prometió ayuda militar para retomar el control de los territorios ocupados por los bolcheviques junto con Kiev, donde reasumiría la autoridad de la República Popular Ucraniana. Siguiendo la restauración formal de la independencia ucraniana, la república ucraniana se supone que se subordinaría militar y económicamente a Varsovia a través de su adhesión a la federación "Międzymorze" de Estados centroeuropeos y de Europa del Este, ya que Piłsudski deseaba una Ucrania que sirviera de colchón entre Polonia y Rusia más que una Ucrania nuevamente dominada con Rusia haciendo frontera con Polonia. Disposiciones adicionales en el tratado garantizaban los derechos de las minorías polacas y ucranianas en ambos países y obligaban a cada uno a no concluir ningún acuerdo internacional sin el otro.
El tratado fue seguido de una alianza formal firmada por Petliura y Piłsudski el 24 de abril. El mismo día, Polonia y las fuerzas de la RPU comenzaron la Operación Kiev, que perseguía asegurar territorio para el gobierno de Petliura con el fin de crear un colchón que separaría Polonia de Rusia. Sesenta y cinco mil soldados polacos y quince mil ucranianos tomaron parte en la expedición inicial cuyo principal objetivo era flanquear a los bolcheviques y destruirlos en una única batalla. Tras ganar la batalla en el sur, el Estado Mayor polaco planeó una rápida retirada del Tercer Ejército y un fortalecimiento del frente norte donde Piłsudski esperaba que se desarrollasen los principales combates contra el Ejército Rojo. El flanco sur polaco fue dejado en manos de fuerzas aliadas ucranianas bajo un gobierno amistoso en Ucrania. El 7 de mayo, los soldados polacos y ucranianos entraban en Kiev.

## La campaña

### Avance polaco-ucraniano

Antes del avance polaco. Europa Central y Oriental en diciembre de 1919.

La Ofensiva de Kiev polaca en su máxima extensión, junio de 1920.

Las fuerzas de Pildsudski se dividieron en tres ejércitos. De norte a sur eran el 3.º, el 4.º y el 6.º, con las fuerzas de Petliura formando parte del 6.º Ejército. Frente a ellos estaban los ejércitos soviéticos 12.º y 14.º dirigidos por Aleksandr Yegórov. Pilsudski atacó el 25 de abril, y capturó Zhitómir al día siguiente. En menos de una semana, el 12.º Ejército soviético fue ampliamente destruido. En el sur, el 6.º Ejército polaco y las fuerzas de Petliura expulsaron al 14.º Ejército soviético de Ucrania central tan pronto como rápidamente avanzaron hacia el este a través de Vínnitsa. Las fuerzas combinadas Polaco-Ucranianas entraron en Kiev el 7 de mayo, encontrando sólo resistencia aislada. El 9 de mayo las tropas polacas celebraron la toma de Kiev con un victorioso desfile por Jreshchátyk, la calle principal de la ciudad. Sin embargo como fueron los polacos de Piłsudski en lugar de los ucranianos de  Petliura los que desfilaron, los Kievitas lo vieron esta demostración de fuerza de modo ambivalente, ya que parecía otro ejército de ocupación. A continuación del desfile, sin embargo, todas las fuerzas polacas fueron retiradas de la ciudad y el control fue cedido a la 6.ª división ucraniana bajo el control del gobierno ucraniano de Petliura.
El éxito de la campaña política conjunta polaco-ucraniana dependía de la creación de un poderoso ejército ucraniano capaz de derrotar a los soviéticos en Ucrania. Mientras inicialmente tuvo éxito, a largo plazo la campaña falló. La población local estaba harta de combates tras varios años de guerra y el Ejército Ucraniano nunca superó las dos divisiones en gran parte debido a la ambigua actitud de los ucranianos hacia la alianza. Petliura únicamente fue capaz de reclutar veinte mil soldados para su ejército, un número insuficiente para contener las fuerzas soviéticas.
Sin embargo el ejército bolchevique, a pesar de haber sufrido algunas derrotas, evitó la destrucción total. La ofensiva polaca se detuvo en Kiev y sólo una pequeña cabeza de puente fue establecida en la orilla oriental del Dniéper.

### Contraataque soviético

El éxito de la ofensiva soviética. Principios de agosto de 1920.

El ejército polaco-ucraniano pronto se encontró con el contraataque del Ejército Rojo. El 24 de mayo de 1920 las fuerzas polaco-ucranianas entablaron combate por vez primera con Semión Budionni y su famoso Primer Ejército de Caballería. Dos días después, la caballería de Budionny con el apoyo de dos grandes unidades del 12.º Ejército ruso, comenzaron un asalto contra las fuerzas polacas en los alrededores de Kiev. Tras una semana de duros combates al sur de la ciudad, el asalto ruso fue rechazado y la línea del frente restaurada. El 3 de junio de 1920, otro asalto ruso comenzó al norte de la ciudad.
Mientras tanto, la inteligencia militar polaca estaba enterada de los preparativos rusos para una contraofensiva, y el comandante en jefe polaco Józef Piłsudski ordenó al comandante de las fuerzas polacas en el Frente Ucraniano, general Antoni Listowski, que se preparara para una retirada estratégica. Desde el punto de vista de los mapas del estado mayor en Varsovia, parecía claro que el recientemente creado Ejército Polaco era demasiado débil para soportar ambas ofensivas en el sur, en el sector ucraniano, y la ofensiva de primavera que estaban preparando los bolcheviques en Bielorrusia al norte de las marismas de Pinsk. Sin  embargo, el comandante del 3 Ejército polaco en los alrededores de Kiev, general Edward Rydz-Śmigły, buscaba el modo de rechazar el inminente asalto ruso más que pensar en la retirada, e incluso propuso al Estado Mayor reagrupar a todas sus fuerzas en Kiev y defenderse hasta ser relevados. Su plan fue rechazado por Piłsudski, quien sabía que ninguna fuerza de reemplazo podría reunirse a tiempo. Repitió su orden de retirada a los ejércitos 3.º y 6.º de la zona de Kiev.
El general Edward Rydz-Śmigły organizó una serie de contraataques tácticos que acabaron en victorias en las zonas de Bila Tserkva, donde la 44.ª División de Rifles bolchevique perdió su estado mayor y una de sus brigadas y al batalla de Volodarka, que deshizo la 4.º División de Caballería bolchevique e hizo que uno de sus regimientos de cosacos cambiara de bando. Repetidos ataques por parte de la caballería cosaca de élite de Budionni finalmente rompieron el frente polaco-ucraniano el 5 de junio, y para el 10 de junio los ejércitos polacos se retiraban a lo largo de todo el frente. A pesar de los contraataques y de la elevada moral, las fuerzas polaco-ucranianas sólo tuvieron éxito retrasando al Ejército Rojo. El 13 de junio Kiev fue evacuada y dejada a los soviéticos.
Antes de su retirada el ejército polaco destruyó los dos puentes de Kiev sobre el río Dniéper. La propaganda soviética anunció que los polacos también habían destruido gran parte de las infraestructuras de Kiev, incluyendo las estaciones de ferrocarril de carga y de pasajeros, y otras estructuras puramente civiles y cruciales para el funcionamiento de la ciudad, como la central eléctrica, el sistema de alcantarillado de la ciudad y el sistema de abastecimiento de aguas. Los polacos negaron haber cometido semejantes actos de vandalismo, declarando que el único daño deliberado que hicieron durante su retirada fue la voladura de los puentes sobre el Dniéper, por razones estrictamente militares. Recientemente un libro, publicado por el historiador ruso Mijaíl Meltyujov, afirma que efectivamente los polacos cometieron dichos actos de vandalismo. Ninguna confirmación de ello puede encontrarse en las fuentes modernas dedicadas a la historia de Kiev.
El avance soviético en Ucrania se caracterizó por asesinatos masivos de civiles y el incendio de pueblos enteros, especialmente por parte de los cosacos de Semión Budionni, diseñadas para instaurar un sentimiento de temor en la población ucraniana. Tras las líneas polacas, las fuerzas soviéticas destruyeron ferrocarriles, colgaron sobre la marcha a sospechosos de ser enemigos y cortaron las líneas telegráficas. En última instancia, en la pacificación de Ucrania que comenzó durante la contraofensiva soviética en 1920 y que no terminaría hasta 1922 los soviéticos acabaron con las vidas de diez mil ucranianos. Al mismo tiempo Isaak Bábel, un corresponsal de guerra con el Ejército Rojo, escribió en su diario testimonios de primera mano de las atrocidades cometidas durante su retirada por las tropas polacas y sus aliados (especialmente notorias fueron las cometidas por el regimiento del desertor cosaco de Vadim Yákovlev, que cambió de bando y llegó a ser aliado polaco) instaurando el miedo entre la población civil, especialmente los judíos quienes sufrieron de múltiples pogromos cometidos por las tropas polacas.
Como la retirada se produjo demasiado tarde, las fuerzas de Rydz se encontraron en una situación extremadamente difícil. Los grupos rusos de Iona Yakir y Filipp Gólikov, así como el Primer Ejército de Caballería consiguieron capturar varias posiciones estratégicas importantes tras las líneas polacas y del resto de  los ejércitos polacos, pero antes que fuesen rodeados y derrotados, hicieron un alto. Sin embargo, mayormente debido a la falta de reconocimiento, el deficiente mando y los conflictos en el seno del estado mayor del Frente Suroeste, las unidades polaco-ucranianas consiguieron retirarse en orden y relativamente intactas. Tal resultado de la operación era igualmente inesperado por ambos bandos. Aunque los polacos se retiraron a sus posiciones iniciales, seguían atadas en Ucrania y carecían de suficiente fuerza para apoyar el Frente Norte polaco y reforzar sus defensas en el río Auta durante la decisiva batalla que pronto tendría lugar allí. En el otro lado, los objetivos bolcheviques no se habían alcanzado y las fuerzas rusas debían permanecer en Ucrania y permanecer inmovilizadas entablando una dura lucha por el área de la ciudad de Leópolis.

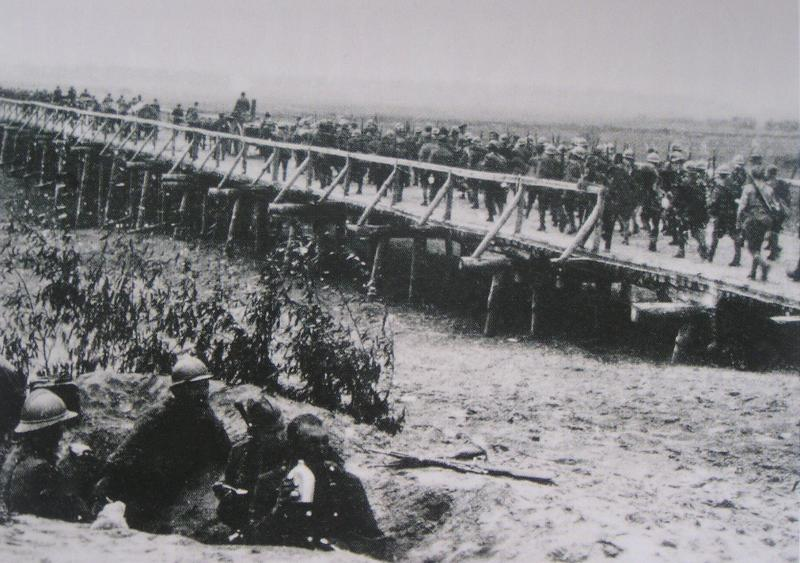
Las unidades polacas se retiran de Kiev

Como consecuencia de su derrota en Ucrania, el gobierno polaco de Leopold Skulski dimitió el 9 de junio, y una crisis política paralizó al Gobierno polaco la mayor parte de junio. Los bolcheviques y la posterior propaganda soviética usaron la Operación Kiev para retratar a los polacos como unos 'agresores imperialistas'.

## Fuerzas desplegadas
El siguiente es el orden de batalla de las fuerzas polacas y bolcheviques que tomaron parte en la campaña en Ucrania el 25 de abril de 1920. Se ha de reseñar que la estructura de comando de ambos lados cambió durante las operaciones. Así mismo, a las fuerzas rusas se le unió la caballería de Semión Budionni (Primer ejército de caballería) en la última parte de las operaciones, mientras que la mayor parte de las fuerzas polacas se retiraron en ese tiempo a Bielorrusia.
Dentro de la Fuerza Aérea Polaca estaba el 7.º Escuadrón Kosciuzko.

### Polonia/República Popular Ucraniana
| Ejército polaco                                               | Unidad                                                        | Nombre polaco                                                 | Comandante                                                    | Observaciones                                                 |                                                               |                                                               |                                                               |                                                               |                                                               |                                                               |                                                               |                                                               |                                                               |
| Comandante general del Ejército Polaco - Gen. Józef Piłsudski | Comandante general del Ejército Polaco - Gen. Józef Piłsudski | Comandante general del Ejército Polaco - Gen. Józef Piłsudski | Comandante general del Ejército Polaco - Gen. Józef Piłsudski | Comandante general del Ejército Polaco - Gen. Józef Piłsudski | Comandante general del Ejército Polaco - Gen. Józef Piłsudski | Comandante general del Ejército Polaco - Gen. Józef Piłsudski | Comandante general del Ejército Polaco - Gen. Józef Piłsudski | Comandante general del Ejército Polaco - Gen. Józef Piłsudski | Comandante general del Ejército Polaco - Gen. Józef Piłsudski | Comandante general del Ejército Polaco - Gen. Józef Piłsudski | Comandante general del Ejército Polaco - Gen. Józef Piłsudski | Comandante general del Ejército Polaco - Gen. Józef Piłsudski | Comandante general del Ejército Polaco - Gen. Józef Piłsudski |
| Ejércitos de apoyo                                            | Ejércitos de apoyo                                            | Ejércitos de apoyo                                            | Ejércitos de apoyo                                            | Ejércitos de apoyo                                            | Ejércitos de apoyo                                            | Ejércitos de apoyo                                            | Ejércitos de apoyo                                            | Ejércitos de apoyo                                            | Ejércitos de apoyo                                            | Ejércitos de apoyo                                            | Ejércitos de apoyo                                            | Ejércitos de apoyo                                            | Ejércitos de apoyo                                            |
| ------------------------------------------------------------- | ------------------------------------------------------------- | ------------------------------------------------------------- | ------------------------------------------------------------- | ------------------------------------------------------------- | ------------------------------------------------------------- | ------------------------------------------------------------- | ------------------------------------------------------------- | ------------------------------------------------------------- | ------------------------------------------------------------- | ------------------------------------------------------------- | ------------------------------------------------------------- | ------------------------------------------------------------- | ------------------------------------------------------------- |
| 6.º Ejército Wacław Iwaszkiewicz                              | 5.º de Infantería                                             | 5. Dywizja Piechoty                                           | Waclaw Jędrzejewski                                           |                                                               |                                                               |                                                               |                                                               |                                                               |                                                               |                                                               |                                                               |                                                               |                                                               |
| 6.º Ejército Wacław Iwaszkiewicz                              | 12.ª de Infantería                                            | 12. Dywizja Piechoty                                          | Marian Żegota-Januszajtis                                     |                                                               |                                                               |                                                               |                                                               |                                                               |                                                               |                                                               |                                                               |                                                               |                                                               |
| 6.º Ejército Wacław Iwaszkiewicz                              | 18.ª de Infantería                                            | 18. Dywizja Piechoty                                          | Franciszek Krajowski                                          |                                                               |                                                               |                                                               |                                                               |                                                               |                                                               |                                                               |                                                               |                                                               |                                                               |
| 2.º Ejército Antoni Listowski                                 | 13.ª de Infantería                                            | 13. Dywizja Piechoty                                          | Franciszek Paulik                                             |                                                               |                                                               |                                                               |                                                               |                                                               |                                                               |                                                               |                                                               |                                                               |                                                               |
| 2.º Ejército Antoni Listowski                                 | 15.ª de Infantería                                            | 15. Wielkopolska Dywizja Piechoty                             | Antoni Jasieński                                              |                                                               |                                                               |                                                               |                                                               |                                                               |                                                               |                                                               |                                                               |                                                               |                                                               |
| 2.º Ejército Antoni Listowski                                 | 6.ª Ucraniana                                                 | 6. Dywizja Piechoty                                           | Marko Bezruchko                                               |                                                               |                                                               |                                                               |                                                               |                                                               |                                                               |                                                               |                                                               |                                                               |                                                               |
| Grupo de Asalto - Józef Piłsudski                             |                                                               |                                                               |                                                               |                                                               |                                                               |                                                               |                                                               |                                                               |                                                               |                                                               |                                                               |                                                               |                                                               |
| Grupo de Asalto Józef Piłsudski                               | 4.ª de Infantería                                             | 4. Dywizja Piechoty                                           | Leonard Skierski                                              |                                                               |                                                               |                                                               |                                                               |                                                               |                                                               |                                                               |                                                               |                                                               |                                                               |
| Grupo de Asalto Józef Piłsudski                               | División de Caballería                                        | Dywizja Jazdy                                                 | Jan Romer                                                     |                                                               |                                                               |                                                               |                                                               |                                                               |                                                               |                                                               |                                                               |                                                               |                                                               |
| Rybak Grupo Operacional Józef Rybak                           | 1.ª Bgda de Montaña                                           | 1. Brygada Górska                                             | Stanisław Wróblewski                                          |                                                               |                                                               |                                                               |                                                               |                                                               |                                                               |                                                               |                                                               |                                                               |                                                               |
| Rybak Grupo Operacional Józef Rybak                           | 7.ª Bgda de Caballería                                        | 7. Brygada Kawalerii                                          | Aleksander Romanowicz                                         |                                                               |                                                               |                                                               |                                                               |                                                               |                                                               |                                                               |                                                               |                                                               |                                                               |
| Rydz-Śmigły Grupo Operacional Edward Rydz-Śmigły              | 1.ª Legión                                                    | 1. Dywizja Piechoty Legionów                                  | Edward Rydz-Śmigły                                            |                                                               |                                                               |                                                               |                                                               |                                                               |                                                               |                                                               |                                                               |                                                               |                                                               |
| Rydz-Śmigły Grupo Operacional Edward Rydz-Śmigły              | 7.ª de Infantería                                             | 7. Dywizja Piechoty                                           | Eugeniusz Pogorzelski                                         |                                                               |                                                               |                                                               |                                                               |                                                               |                                                               |                                                               |                                                               |                                                               |                                                               |
| Rydz-Śmigły Grupo Operacional Edward Rydz-Śmigły              | 3.ª Bgda. de Caballería                                       | 3. Brygada Kawalerii                                          | Jerzy Sawicki                                                 |                                                               |                                                               |                                                               |                                                               |                                                               |                                                               |                                                               |                                                               |                                                               |                                                               |

### Rusia Soviética/Ucrania Soviética
| 12.º Ejército Serguéi Miezhenínov                                | 7.ª División de Fusileros       | 7. стрелковая дивизия        |  |                                                                   |
| 12.º Ejército Serguéi Miezhenínov                                | 44.ª División Fusileros         | 44. стрелковая дивизия       |  | Transferida al Grupo de Fuerzas de Fastov, mayo de 1920           |
| 12.º Ejército Serguéi Miezhenínov                                | 45.ª División de Fusileros      | 45. стрелковая дивизия       |  | Transferida al Grupo de Fuerzas de Fastov, mayo de 1920           |
| 12.º Ejército Serguéi Miezhenínov                                | 47.ª División de Fusileros      | 47. стрелковая дивизия       |  | (1.ª formación) fusionada dentro del 58.º RD el 3 de mayo de 1920 |
| 12.º Ejército Serguéi Miezhenínov                                | 58.ª División de Fusileros      | 58. стрелковая дивизия       |  |                                                                   |
| 12.º Ejército Serguéi Miezhenínov                                | 17.ª División de Caballería     | 17. кавдивизия               |  | disuelta a mediados de mayo de 1920                               |
| 12.º Ejército Serguéi Miezhenínov                                | 25.ª División de Fusileros      | 25. стрелковая дивизия       |  | llegada a final de mayo de 1920                                   |
| 12.º Ejército Serguéi Miezhenínov                                | Brigada de Caballería Bashkiria | Башкирская кавбригада        |  | llegada a final de mayo de 1920                                   |
| 14.º Ejército Ieronim Uborévich                                  | 41.ª División de Fusileros      | 41. стрелковая дивизия       |  |                                                                   |
| 14.º Ejército Ieronim Uborévich                                  | 47.ª División de Fusileros      | 47. стрелковая дивизия       |  | (2.ª formación) formada el 9 de junio de 1920                     |
| 14.º Ejército Ieronim Uborévich                                  | 60.ª División de Fusileros      | 60. стрелковая дивизия       |  |                                                                   |
| 1.er Ejército de Caballería llegado a principio de junio de 1920 | 4.ª División de Caballería      | 4. кавдивизия                |  |                                                                   |
| 1.er Ejército de Caballería llegado a principio de junio de 1920 | 6.ª División de Caballería      | 6. кавдивизия                |  |                                                                   |
| 1.er Ejército de Caballería llegado a principio de junio de 1920 | 11.ª División de Caballería     | 11. кавдивизия               |  |                                                                   |
| 1.er Ejército de Caballería llegado a principio de junio de 1920 | 14.ª División de Caballería     | 14. кавдивизия               |  |                                                                   |
| 13.º Ejército Enfrentado a Wrangel                               | 3.ª División de Fusileros       | 3. стрелковая дивизия        |  |                                                                   |
| 13.º Ejército Enfrentado a Wrangel                               | 15.ª División de Fusileros      | 15. стрелковая дивизия       |  | llegaron enfrentado a Wrangel en mayo de 1920                     |
| 13.º Ejército Enfrentado a Wrangel                               | 40.ª División de Fusileros      | 40. стрелковая дивизия       |  | llegaron enfrentado a Wrangel en junio de 1920                    |
| 13.º Ejército Enfrentado a Wrangel                               | 42.ª División de Fusileros      | 42. стрелковая дивизия       |  | llegaron enfrentado a Wrangel en junio de 1920                    |
| 13.º Ejército Enfrentado a Wrangel                               | 46.ª División de Fusileros      | 46. стрелковая дивизия       |  |                                                                   |
| 13.º Ejército Enfrentado a Wrangel                               | 52.ª División de Fusileros      | 52. стрелковая дивизия       |  |                                                                   |
| 13.º Ejército Enfrentado a Wrangel                               | División de Fusileros Letona    | Латышская стрелковая дивизия |  |                                                                   |
| 13.º Ejército Enfrentado a Wrangel                               | 1.er Cuerpo de Caballería       | 1. конкорпус                 |  | llegaron enfrentado a Wrangel en junio de 1920                    |
| 13.º Ejército Enfrentado a Wrangel                               | 2.ª División de Caballería      | 2. кавдивизия                |  | llegaron enfrentado a Wrangel en mayo de 1920                     |
| 13.º Ejército Enfrentado a Wrangel                               | 8.ª División de Caballería      | 8. кавдивизия                |  | Transferida al 14.º Ehército en mayo de 1920                      |

## Lecturas complementarias
- Chris Bellamy (1990). The Evolution of Modern Land Warfare. Routledge. ISBN 0-415-02073-5.
- Lech Wyszczelski (1999). Kijów 1920. Warsaw: Bellona. ISBN 83-11-08963-9.
- Norman Davies (2003). White Eagle, Red Star: The Polish-Soviet War, 1919–20. Londres: Pimlico. ISBN 0-7126-0694-7.
- Józef Piłsudski (1937–1991). Pisma zbiorowe (Collected Works). Warsaw: Krajowa Agencja Wydawnicza (reprint). ISBN 83-03-03059-0.
- Mijaíl Tujachevski (1989). Lectures at Military Academy in Moscow, February 7–10, 1923 in: Pochód za Wisłę. Łódź: Wydawnictwo Łódzkie. ISBN 83-218-0777-1.
- Orest Subtelny, Orest (1988). Ukraine: A History. Toronto: University of Toronto Press. ISBN 0-8020-8390-0.
- Janusz Cisek (1990). Sąsiedzi wobec wojny 1920 roku. Wybór dokumentów. (Neighbours Attitude Towards the War of 1920. A collection of documents, English summary). Londres: Polish Cultural Foundation Ltd. ISBN 0-85065-212-X.
- Isaac Babel (2002). Red Cavalry. Nueva York: W.W. Norton & Company. ISBN 0-393-32423-0.
- Korzeniewski, Bogusław;, The Raid on Kiev in Polish Press Propaganda, Humanistic Review (01/2006)